# Pesquisa sobre tratamento da doença pelo vírus Ébola
Não há cura ou tratamento específico para a doença pelo vírus Ébola atualmente aprovado para o mercado, embora vários tratamentos experimentais estejam sendo desenvolvidos. Para as epidemias passadas e atuais do Ébola, o tratamento tem sido de natureza principalmente de suporte.
Em agosto de 2019, dois tratamentos experimentais conhecidos como REGN-EB3 e mAb-114 foram considerados 90% eficazes.

## Visão geral
Em março de 2014, a Organização Mundial da Saúde (OMS) registrou um grande surto de Ébola na Guiné, um país da África Ocidental. A doença se espalhou rapidamente para os países vizinhos da Libéria e Serra Leoa. O surto de Ébola na África Ocidental em 2014 é o maior surto de Ébola já documentado e o primeiro registrado na região.
O diretor do Instituto Nacional de Alergia e Doenças Infecciosas dos EUA (NIAID) declarou que a comunidade científica ainda está nos estágios iniciais de entendimento de como a infecção pelo vírus Ébola pode ser tratada e prevenida. A indisponibilidade de tratamentos nas regiões mais afetadas gerou controvérsia, com alguns pedindo a disponibilização de medicamentos experimentais mais amplamente disponíveis na África, em bases humanitárias, e outros alertando que tornar os medicamentos não comprovados amplamente disponíveis seria antiético, especialmente à luz de experimentos anteriores realizados em países em desenvolvimento por empresas farmacêuticas ocidentais. Como resultado da controvérsia, em 12 de agosto, um painel de especialistas da OMS endossou o uso de intervenções com efeitos ainda desconhecidos para o tratamento e prevenção do Ébola e também disse que decidir quais tratamentos devem ser usados e como distribuir eles equitativamente eram assuntos que precisavam de mais discussão.
Ensaios convencionais para estudar a eficácia pela exposição de humanos ao patógeno obviamente não são viáveis nesse caso. Para tais situações, a Food and Drug Administration (FDA) estabeleceu a "Regra de Eficácia Animal", permitindo a aprovação de licenciamento limitado com base em estudos com modelos animais que replicam doenças humanas, combinados com evidências de segurança. Vários tratamentos experimentais estão sendo considerados para uso no contexto desse surto e estão atualmente ou em breve serão submetidos a ensaios clínicos. Um projeto de computação distribuída, Outsmart Ebola Together, foi lançado pela World Community Grid em colaboração com o Scripps Research Institute para ajudar a encontrar compostos químicos para combater a doença. Ele usa a capacidade ociosa de processamento dos computadores e tabletes dos voluntários.
O Centro de Pesquisa e Tratamento Epidêmico e Microbiológico foi construído na província guineense de Kindia. O Centro foi projetado e criado por especialistas da RUSAL com a assistência de cientistas da Rospotrebnadzor (a RUSAL investiu US $ 10 milhões).